# 第二次世界大战德占法国军事管辖区
法国军事管辖区（德語：Militärverwaltung in Frankreich）是纳粹德国在第二次世界大战中建立的临时管辖机构，用于管辖位于法国西部和北部的占领区。这一地区在1942年11月由“占领区”（法語：zone occupée）更名为“北区”（法語：zone nord），而先前南部未被占领的“自由区”（法語：zone libre）则更名为“南区”（法語：zone sud）。

## 簡介
德国国防军通过闪电战击溃法国，并在此后的第二次贡比涅停战协定中订立占领管辖的条款。此时法方和德方均认为占领将只是暂时性的，并认为英国也将很快议和。在条款中，法方同意将其所有士兵作为战俘处置，直至一切冲突结束。
“法兰西国”（法語：État français）取代战败的法兰西第三共和国，其主权和领土范围被限制于自由区。由于旧都巴黎坐落于占领区内，因此其政府所在地往南迁移至奥弗涅的水疗城镇维希，使此政权通称维希法国。名义上维希政府对全法国具有管辖权，但在占领区的军事管辖事实上由纳粹独裁。1942年11月11日，为应对同盟国于1942年11月8日入侵法属北非的火炬行动，使德国和意大利在安東行動入侵了自由区，将军事管辖扩展至法国全境。维希政府仍旧存在，但其权力更加受限。
在诺曼底和普罗旺斯的登陆行动之后，法国获得解放，军事管辖也由此结束。名义上军事管辖由1940年5月持续至1944年12月，但事实上法国的大部分领土在1944年夏季即已全部解放。

## 延伸阅读
- Isabelle von Bueltzingsloewen, (ed) (2005). "Morts d'inanition": Famine et exclusions en France sous l'Occupation. Rennes: Presses Universitaires de Rennes. ISBN 2-7535-0136-X
- Philippe Burrin. . New York: New Press. 1998. ISBN 1-56584-439-4.
- Robert Gildea (2002). Marianne in Chains: In Search of the German Occupation 1940–1945. London: Macmillan. ISBN 978-0-333-78230-9
- Gerhard Hirschfeld & Patrick Marsh  (eds) (1989). Collaboration in France: Politics and Culture during the Nazi Occupation 1940-1944. Berg Pub, ISBN 978-0854962372
- Julian T. Jackson (2001). France: The Dark Years, 1940–1944. Oxford: Oxford University Press. ISBN 0-19-820706-9